# Anthohebella darwinensis
Anthohebella darwinensis är en nässeldjursart som beskrevs av Watson 2000. Anthohebella darwinensis ingår i släktet Anthohebella och familjen Hebellidae. Inga underarter finns listade i Catalogue of Life.